# Eranina nigrita
Eranina nigrita là một loài bọ cánh cứng trong họ Cerambycidae.